# 数山英一

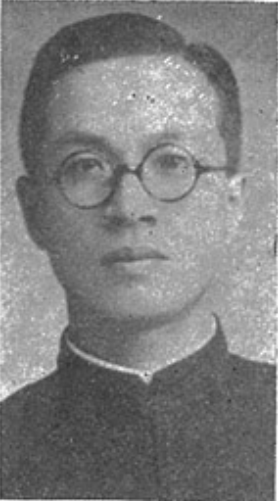
数山英一

数山 英一（かずやま えいいち、1908年〈明治41年〉1月18日 - 没年不明）は、昭和時代の台湾総督府官僚。

## 経歴
数山定太郎の二男として山口県下関市に生まれる。広島高等学校を卒業。1930年（昭和5年）4月、東京帝国大学法学部法律科（英法）を卒業し、同年10月高等試験行政科および司法科に合格。同大大学院に進んだのち、1932年（昭和7年）6月に台湾総督府に奉職する。文教局学務課勤務を経て、1936年（昭和11年）10月、地方理事官に進み、台北州羅東郡守に就任した。
ついで支那に転じ、興亜院調査官廈門連絡部勤務を経て、1942年（昭和17年）11月、大使館三等書記官となった。
戦後、丸善化成監査役を務めた。